# Pardosa vindicata
Pardosa vindicata là một loài nhện trong họ Lycosidae.
Loài này thuộc chi Pardosa. Pardosa vindicata được Octavius Pickard-Cambridge miêu tả năm 1885.